# Șag
Șag là một xã thuộc hạt Timiș, România. Dân số thời điểm năm 2002 là 4509 người.